# Stéphane De Groodt
Ne doit pas être confondu avec Stéphane Degout.
Stéphane De Groodt, né le 3 mars 1966 à Bruxelles, est un comédien, réalisateur, humoriste et ancien pilote de course professionnel belge.

## Biographie

### Formation et débuts

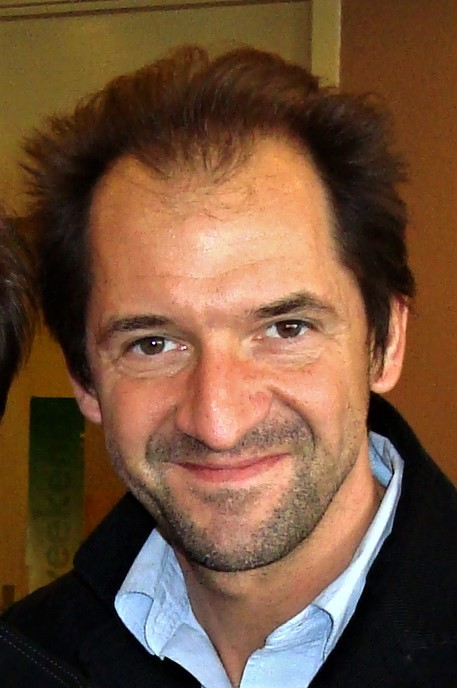
Stephane De Groodt.

Stéphane De Groodt est le fils d'un ingénieur chez Texaco et d'une femme au foyer qui s'occupe d'enfants handicapés dans des associations. Dyslexique, il a un parcours scolaire chaotique, qui traduit déjà ses envies de jouer la comédie. Il ne décroche aucun diplôme et décide de devenir comédien ainsi que pilote de course. Ses parents lui offrent une combinaison et un casque.
Il enchaîne ensuite les petits boulots : barman, cuisinier, journaliste, responsable marketing, éditeur, créatif de publicité, ou encore GO au Club Med, etc., tout en intégrant peu à peu l’univers de la compétition.
Il crée également une troupe de théâtre et joute pendant six ans sur les « patinoires » de la Ligue d'improvisation. Il apprend son métier de comédien le soir sur les planches et consacre ses week-ends à la course automobile.

### Sport automobile
En cuisinant des raviolis qu'il vend aux restaurants, Stéphane De Groodt se paye l'école de pilotage de La Châtre près de Châteauroux où il rencontre le pilote Eric van de Poele.
Il est pilote professionnel de 1985 à 2000. Il se fait remarquer notamment en Formule Ford (vice-champion du Benelux), F3000, Porsche Carrera Cup Allemagne, aux 24 h de Spa, ou encore en championnat Procar où il décroche le titre de Champion de Belgique en BMW Compact Cup. C’est en 2000 qu’il arrête la compétition automobile pour devenir comédien à temps plein.

### Carrière télévisuelle
Stéphane De Groodt est le créateur de la série File dans ta chambre, diffusée à partir du 14 janvier 2002 sur Canal+ Belgique, puis sur la RTBF et France 2, et dont les textes sont coécrits par sa femme Odile d'Oultremont. Il est aussi la voix off du personnage animé de la série Sans fautes diffusé sur Canal+.

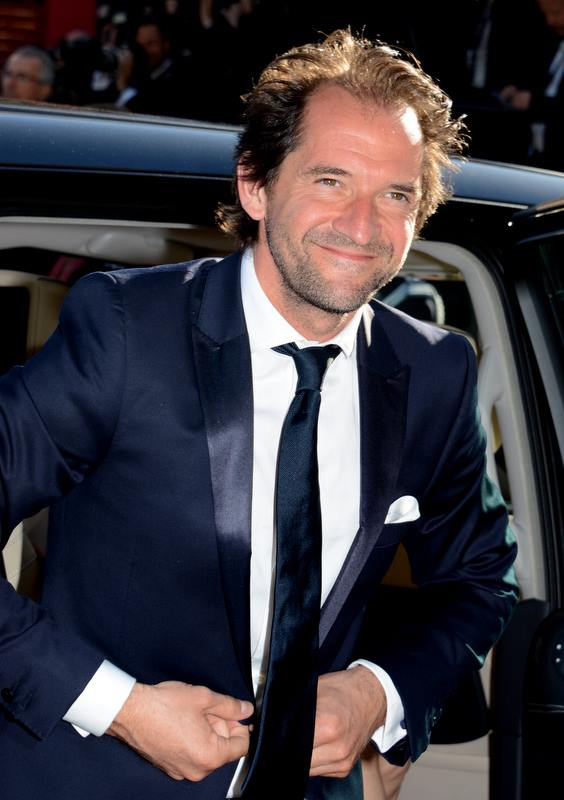
Stéphane De Groodt au festival de Cannes 2013.

À la rentrée 2012, il est présent tous les dimanches dans l'émission de Canal+ Le Supplément avec Maïtena Biraben, dans laquelle il anime une chronique de quelques minutes intitulée Retour vers le futur. Cette chronique fonctionne sur le même principe que celle qu'il présentait jusqu'en 2012 dans l'émission La Matinale sur Canal+, toujours avec Maïtena Biraben et Caroline Roux, où il racontait sa rencontre avec des personnages célèbres sur un ton humoristique mêlant jeux de mots et calembours. Il y présentait également un courrier des téléspectateurs imaginaire et loufoque. Il reprend cette chronique hebdomadairement sur RTL aux côtés de Stéphane Bern dans À la bonne heure où il commente un faux courrier d'auditeurs improbables.
À la rentrée 2013, après avoir quitté RTL, il est sur France Inter dans l'émission Comme on nous parle de Pascale Clark, tous les jeudis ; il y présente une chronique de quelques minutes intitulée Mes mails, dans laquelle il commente une série de faux mails d'auditeurs adressés à France Inter et Pascale Clark.
Le 31 janvier 2022, il fait ses débuts en tant que nouveau sociétaire de l'émission de radio Les Grosses Têtes, animée par Laurent Ruquier.

### Carrière cinéma
Après des petits rôles dans plusieurs comédies, il est propulsé en 2014 dans un rôle plus exposé, en faisant partie de la distribution de la comédie chorale Barbecue, d'Éric Lavaine. Il y a notamment pour partenaires Franck Dubosc et Florence Foresti.
En 2015, il tient le premier rôle masculin dans la comédie dramatique Paris-Willouby aux côtés d'Isabelle Carré.
Deux ans plus tard, il partage l'affiche de la comédie romantique L'Un dans l'autre avec une autre révélation de Canal +, Louise Bourgoin. En 2018, il revient avec une comédie de bande avec Le Jeu de Fred Cavayé qui fut un des gros succès cinéma de l'année avec près de deux millions de spectateurs. Il y a notamment pour partenaire une autre ex-Miss Météo, Doria Tillier, ainsi que Bérénice Bejo qui fut sa partenaire au théâtre Edouard VII dans une pièce écrite par Matthieu Delaporte et Alexandre de La Patellière. La pièce Tout ce que vous voulez fut un énorme succès[réf. nécessaire].

### Vie privée
Stéphane De Groodt s'est marié en 2014 avec l'écrivaine et scénariste Odile d'Oultremont, sa compagne depuis 2000. Ils sont aujourd'hui séparés, mais après avoir coécrit ensemble la série File dans ta chambre, diffusée sur France 2, ils continuent de collaborer[réf. souhaitée].

## Style
Son humour absurde et très littéraire ainsi que le rythme effréné de ses jeux de mots rapprochent Stéphane De Groodt des humoristes comme Raymond Devos ou Pierre Desproges. Il collabore avec Christophe Debacq pour l'écriture des livres Voyages en absurdie, Retour en absurdie et Le Livre de la jongle.

## Filmographie

### Acteur

#### Cinéma
- 2001 : Mauvais Genres de Francis Girod : Pryzuski
- 2004 : Trois Petites Filles de Jean-Loup Hubert : L'inspecteur
- 2004 : Alive de Frédéric Berthe : Le lieutenant
- 2004 : Casablanca Driver de Maurice Barthélemy : Le patient
- 2004 : Pour le plaisir de Dominique Deruddere : Patron de café
- 2004 : 25 degrés en hiver de Stéphane Vuillet : Inspecteur du travail
- 2005 : Saint-Jacques… La Mecque de Coline Serreau : Le curé de Navarrenx
- 2006 : Formidable de Dominique Standaert
- 2008 : Astérix aux Jeux Olympiques de Thomas Langmann et Frédéric Forestier : Numéric
- 2008 : Baby blues de Diane Bertrand : Sacha
- 2008 : Une chaîne pour deux[11] de Frédéric Ledoux : Le consultant
- 2010 : Le Siffleur de Philippe Lefebvre : Martial
- 2010 : Sans laisser de traces de Grégoire Vigneron : Kazinski
- 2012 : Astérix et Obélix : Au service de Sa Majesté de Laurent Tirard : Le décurion du stade
- 2013 : Chez nous c'est trois ! de Claude Duty : Gabriel
- 2014 : Supercondriaque de Dany Boon : L'avocat de Romain
- 2014 : Barbecue d'Éric Lavaine : Alexandre
- 2014 : Les Gazelles de Mona Achache : M. Hublot
- 2014 : My Old Lady d'Israël Horovitz : Philippe
- 2014 : Une heure de tranquillité de Patrice Leconte : Pawel, le voisin polonais
- 2015 : Paris-Willouby de Quentin Reynaud, Arthur Delaire : Maurice Guilby
- 2016 : Le Voyage de Fanny de Lola Doillon : Jean
- 2017 : Chacun sa vie de Claude Lelouch : Stéphane
- 2017 : Corporate de Nicolas Silhol : Vincent
- 2017 : L'Un dans l'autre de Bruno Chiche : Pierre/Pénélope
- 2018 : Le Jeu de Fred Cavayé : Vincent
- 2018 : Un peuple et son roi de Pierre Schoeller : le curé Norbert Pressac
- 2019 : Pauvre Georges ! de Claire Devers : Zweig
- 2019 : La Vertu des impondérables de Claude Lelouch : Stéphane Simon
- 2020 : Tout nous sourit de Mélissa Drigeard : Jérôme
- 2020 : Connectés de Romuald Boulanger : Bruno
- 2020 : Chacun chez soi de Michèle Laroque : Yann
- 2022 : Tendre et saignant de Christopher Thompson : Miguel Amestoy
- 2022 : Big Bug de Jean-Pierre Jeunet : Max
- 2022 : Champagne ! de Nicolas Vanier : Patrick
- 2024 : TKT de Solange Cicurel : Thierry

#### Télévision
- 1997-2000 : Faux Contact : Adjudant Stéphane Coelenbier
- 1999-2007 : Boulevard du Palais : Pascal Jagot
- 2002 : Joséphine, ange gardien (épisode La Vérité en face) : Le réceptionniste de l'hôtel
- 2002 : Tous les chagrins se ressemblent de Luc Béraud : L'avocat
- 2003 : T'as voulu voir la mer... de Christian Faure : Le curé
- 2003 : Papa, maman s'ront jamais grands de Jean-Louis Bertuccelli : Le commissaire
- 2003 : La Deuxième Vérité de Philippe Monnier : Le patron
- 2003 : Mon voisin du dessus de Laurence Katrian : Rémi
- 2003 : Un amour en kit de Philippe de Broca : L'huissier
- 2004 : 3 garçons, 1 fille, 2 mariages de Stéphane Clavier : L'adjoint au maire
- 2004 : Un fils sans histoire de Daniel Vigne : L'éducateur
- 2004 : Mon vrai père de Dominique Ladoge : Alain Perini
- 2004 : La Fuite de Monsieur Monde de Claude Goretta : Le médecin
- 2004 : Le Choix de Macha de Marianne Lamour : Fanfan

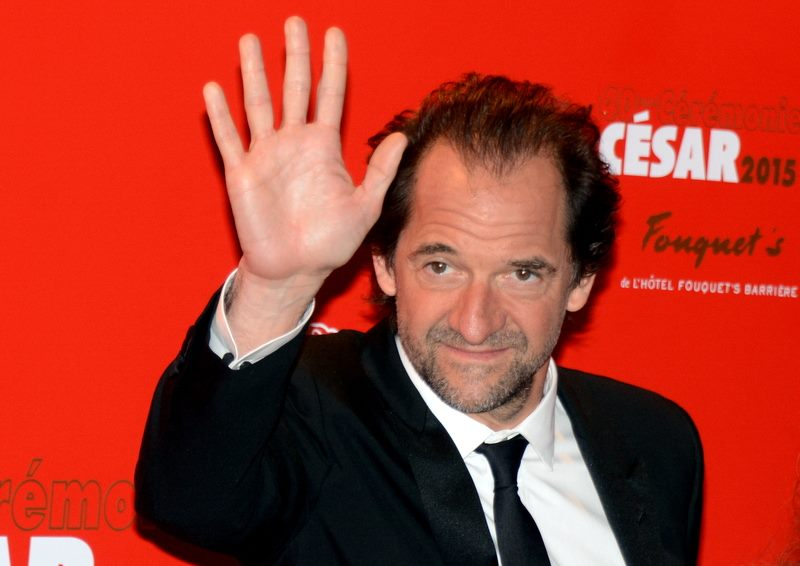
Stéphane De Groodt en 2015.

- 2004 : François le célibataire et ses amis formidables (17 épisodes) d'Ivan Goldschmidt : François
- 2005 : Petit Homme de Benoît d'Aubert : Grégoire
- 2005 : La Famille Zappon de Amar Arhab et Fabrice Michelin : Stéphane
- 2007 : Je hais les vacances de Stéphane Clavier : Etienne
- 2008 : Un vrai papa Noël de José Pinheiro : Roger
- 2008 : Joséphine, ange gardien (épisode Police Blues) : Commandant Levasseur
- 2009 : Vive les vacances ! de Stéphane Kappes : Christophe
- 2009 : La Maison Blanche (court métrage) de Patrick Alen
- 2010 : Tombé sur la tête de Didier Albert : Bertrand
- 2010 : 35 kilos d'espoir d'Olivier Langlois : Marc
- 2010 - 2015 : Mes amis, mes amours, mes emmerdes... (saisons 2, 3 et 4) : François
- 2011 : Merci Patron de Pierre Joassin : François
- 2013 - 2014 : Fais pas ci, fais pas ça (saisons 6 et 7) : Pierre-Henrik Delage
- 2013 : Ma vie au grand air de Nicolas Herdt : Lucas
- 2014 : Le Sang de la vigne (épisode Du raffut à Saint-Vivant) d'Aruna Villiers : Inspecteur Cluzel
- 2016 : Kaboul Kitchen (saison 3) : Michel
- 2023 : Lycée Toulouse-Lautrec de Nicolas Cuche et Stéphanie Murat : Proviseur Feuillate
- 2024 : Terminal : Bienvenue à l'aéroport (série télévisée) de Jamel Debbouze : Samuel Ruet le psy

### Réalisateur
- 2013 : Palais de justesse (court-métrage)
- 2017 : Qui ne dit mot (court-métrage)[12].

## Émissions

### Télévision
- 2004 : François le célibataire et ses amis formidables (épisode Casse-toi salope de Pénélope)
- 2004 : File dans ta chambre
- 2010 : Une minute avant (voix)
- 2012 : La Matinale (chronique)
- 2012-2014 : Le Supplément (chronique)
- 2013 : Qui veut gagner des millions ? (candidat, en duo avec François-Xavier Demaison)
- 2014 : Vivement dimanche
- 2015 : Top Gear France (invité, épisode 4 saison 1)
- 2015 : Chroniqueur au Grand journal, pendant le Festival de Cannes 2015.

### Radio
- 2012 : Le Portrait (chronique)
- 2013 : Mes mails (chronique)

## Publicité
- Dans les années 1990, Stéphane De Groodt interprète un banquier pour le Crédit communal de Belgique.
- En 2013, il écrit et interprète des sketchs pour la campagne publicitaire de la banque Crédit industriel et commercial (CIC).
- Il a été la voix pour les publicités de la marque Carrefour, ainsi que plus récemment la marque Boulanger. Il a même été élu Humoriste de l'Année 2014 par le magazine GQ[réf. souhaitée].
- Il apparaît également dans une publicité pour la Bbox de Bouygues Telecom.
- En 2015, il apparait dans une publicité pour le Renault Captur.

## Théâtre
- 2010 : Une comédie romantique[13] de Gérald Sibleyras, mise en scène Christophe Lidon, théâtre Montparnasse
- 2013 : Le Prénom[13] de Mathieu Delaporte et Alexandre de La Patellière, mise en scène de Martine Willequet, théâtre royal des Galeries
- 2016 : Tout ce que vous voulez[13] de Matthieu Delaporte et Alexandre de la Patellière, mise en scène Bernard Murat, Théâtre Edouard VII
- 2019 : Huit euros de l'heure[13] de Sébastien Thiéry, mise en scène Stéphane Hillel, Théâtre Antoine
- 2020 : Un amour de jeunesse[13] de et mise en scène par Ivan Calbérac, Théâtre de la Renaissance
- 2022 : Qui est monsieur Schmitt ?[13] de Sébastien Thiéry, mise en scène Jean-Louis Benoît, avec Valérie Bonneton, Alain Doutey, Chick Ortega et Steven Dagrou au théâtre Édouard-VII et en tournée.
- 2023 : À la vie à la mort[13] de et mise en scène Gilles Gaston-Dreyfus, théâtre du Rond-Point
- 2023 : Un Léger Doute[13] de Stéphane De Groodt, mise en scène par Jérémie Lippmann, Théâtre de la Renaissance.
- 2025 : La Vérité de Florian Zeller, mise en scène Ladislas Chollat, Théâtre Edouard VII

## Publications
- Stéphane De Groodt, Nom d'un chien, Storie's, 1996 ;
- Stéphane De Groodt et Christophe Debacq (Prix Raymond-Devos en 2014), Voyages en absurdie : Chroniques, Paris, Plon, 2013, 160 p., 20 cm (ISBN 978-2-259-22246-4 et 2-259-22246-3, OCLC 871046562, présentation en ligne) ;
- Stéphane De Groodt et Christophe Debacq, Retour en absurdie, Paris, Plon, 2014, br., 200, 20 cm (ISBN 978-2-259-22797-1, présentation en ligne) ;
- Stéphane De Groodt, Le Livre de la jongle, Plon, novembre 2015 ;
- Frères Coen, dans le recueil collectif 13 à table ! 2016. Paris : Pocket n° 16479, 11/2015  (ISBN 978-2-266-26373-3) ;
- Stéphane De Groodt, Aller-retour en absurdie, Paris, Place des éditeurs, coll. « Hors collection », 2016, 209 p., 20 cm (ISBN 978-2-259-25238-6 et 2-259-25238-9, présentation en ligne) ;
- Stéphane De Groodt, L'Ivre de mots, Éd. de l'Observatoire, novembre 2019.

### Album de bande dessinée
- Qui ne dit mot[14], Delcourt, coll. « Mirages », Paris, 4 novembre 2015
Scénario : Stéphane De Groodt - Dessin et couleurs : Grégory Panaccione -  (ISBN 9782756071725),Préface de Patrice Leconte.

## Distinctions
- Le 31 mai 2014, la ministre de la Culture française Aurélie Filippetti lui remet le prix Raymond-Devos[15].
- En mai 2015 il est nommé chevalier des Arts et des Lettres par la ministre de la Culture française Fleur Pellerin[16].
- Festival international du film de comédie de l'Alpe d'Huez 2020 : prix d'interprétation masculine pour Tout nous sourit[17],[18].